# ميت غزال
ميت غزال إحدى قرى مركز السنطة التابع لمحافظة الغربية بجمهورية مصر العربية، ومن أعلامها القارئ مصطفى إسماعيل.

## التاريخ
قرية ميت غزال من القرى القديمة، حيث وردت باسم «منية غزال» في أعمال السمنودية ضمن قرى الروك الصلاحي التي أحصاها ابن مماتي في كتاب قوانين الدواوين، كما وردت باسم «منية غزال» في أعمال الغربية ضمن قرى الروك الناصري التي أحصاها ابن الجيعان في كتاب «التحفة السنية بأسماء البلاد المصرية». وفي تاريخ 1228هـ/1813م الذي عدّ قرى مصر بعد المسح الذي قام به محمد علي باشا باسم «ميت غزال» ضمن قرى مديرية الغربية.

## السكان
بلغ عدد سكان ميت غزال 17,090 نسمة حسب تقدير عام 2018.
| السنة  | 1882 | 1897 | 1907 | 1927 | 1947 | 1960 | 1976 | 1986 | 1996   | 2006   | 2018   |
| ------ | ---- | ---- | ---- | ---- | ---- | ---- | ---- | ---- | ------ | ------ | ------ |
| القرية | 3386 | 4378 | 4697 | 4888 | 4988 | 5454 | 6842 | 8567 | 10,200 | 11,864 | 17,090 |